# Altes Schulhaus Forstenried

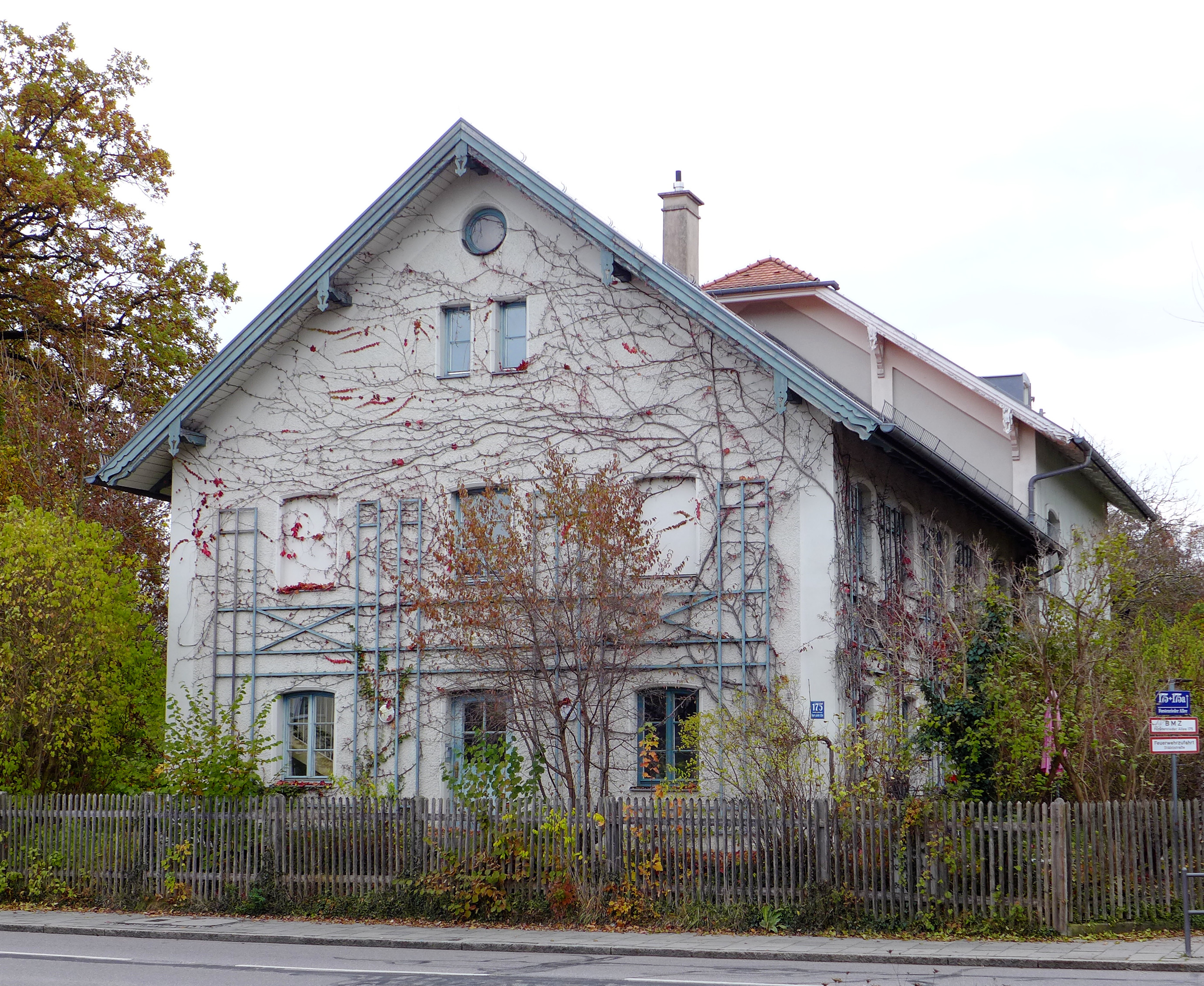
Altes Schulhaus Forstenried

Das Alte Schulhaus Forstenried ist ein Schulgebäude in München. Es wurde 1860 errichtet und 1895 durch einen Anbau erweitert. Das Gebäude ist Bestandteil der Grundschule an der Forstenrieder Allee. Es ist als Baudenkmal in die Bayerische Denkmalliste eingetragen.

## Lage
Das Schulgebäude liegt im Stadtteil Forstenried in dessen historischem Ortskern an der Forstenrieder Allee südlich der Einmündung der Stäblistraße und etwa 100 Meter nordöstlich der Pfarrkirche Heilig Kreuz. Nordöstlich des alten Schulgebäudes liegen an der Stäblistraße neuere Schulgebäude, südlich davon eine Kindertagesstätte.

## Geschichte
Ein Lehrer ist in Forstenried erstmals 1749 nachgewiesen. Wo und wie er Unterricht erteilte, ist jedoch nicht überliefert. Nach der Einführung des Schulzwangs in Bayern 1802 erklärte sich nach dem Tod des damaligen Lehrers der Pfarrer Schwarz 1804 aufgrund des herrschenden Lehrermangels bereit, „so eine Art Schull“ zu halten.
1824 ließ der Gastwirt des Alten Wirts in dem „Roten Haus“, einem Nebengebäude des Gasthofs, das etwa an der Ecke Forstenrieder Allee / Liesl-Karlstadt-Straße lag (Lage), ein Schulzimmer und eine Lehrerwohnung einrichten. 1825 kam der erste an einem Lehrerseminar ausgebildete Lehrer nach Forstenried. Ein in den 1830er Jahren gefasster Plan zum Bau eines eigenen Schulhauses, das südlich des roten Hauses (ungefähre Lage) errichtet werden sollte, scheiterte an der mangelnden Finanzierbarkeit.
Die steigende Schülerzahl aus den Gemeinden Forstenried und Neuried führte dazu, dass in den 1850er Jahren etwa 80 Schüler in dem 45 Quadratmeter großen Schulsaal unterrichtet werden mussten. Daher wurde 1855 erneut der Plan gefasst, ein eigenes Schulhaus gemeinsam für beide Gemeinden zu errichten. Die Erdarbeiten begannen im Mai 1860, die Grundsteinlegung fand am 18. Juni dieses Jahres statt. Ende April 1861 konnte das Gebäude (Lage) bezogen werden. Im Erdgeschoss befand sich die Lehrerwohnung, im Obergeschoss ein etwa 85 Quadratmeter großer Unterrichtsraum.
Durch die weiter steigende Schülerzahl war der Unterrichtsraum zu Beginn der 1890er Jahre wieder zu klein geworden. Daher wurde 1892 ein Anbau an das alte Schulhaus geplant. Der Anbau (Lage) wurde Anfang 1895 fertiggestellt. Gleichzeitig bekam Forstenried als zusätzliche Lehrkraft eine Hilfslehrerin. Für sie wurde ein Teil des ursprünglichen Unterrichtsraums zu einer kleinen Wohnung umgebaut. Dafür wurden in dem Neubau zwei neue Klassenzimmer mit großen Fenstern eingerichtet. An der Nordseite des Anbaus stand ein kleinerer Anbau mit Aborten. Als separater Bau wurde ein eigenes Waschhaus mit Waschküche und Holzlege für das Brennholz errichtet.
1939 wurde südlich des Schulhauses in einer aus Trudering übertragenen Baracke (Lage) der erste Kindergarten mit Kinderhort errichtet. Während des Zweiten Weltkriegs fiel die Baracke 1943 einem der Luftangriffe auf München zum Opfer.
Nach dem Krieg wurde im Dachgeschoss des Anbaus ein weiterer Lehrsaal geschaffen. Da jedoch Kindergarten und Kinderhort gemeinsam in einem der Lehrsäle untergebracht wurden, blieb die Raumnot groß. So beschwerte sich die Schulpflegschaft 1949 beim Schulreferat Münchens, dass in den 37 Jahren nach der 1912 erfolgten Eingemeindung Forstenrieds die Schülerzahl von 120 auf 350 und die Zahl der Klassen von 3 auf 7 gestiegen sei, ohne dass die Stadt irgendwelche Maßnahmen ergriffen habe, die Raumverhältnisse an den gestiegenen Bedarf anzupassen. Erst 1955/56 wurde südöstlich des alten Schulhauses ein Neubau (Lage) für Kindergarten und Kinderhort errichtet. 1956 wurde mit dem Bau eines neuen Schulgebäudes (Lage) begonnen, das zu Beginn des Schuljahres 1957/58 bezogen werden konnte. Es enthielt neben sechs weiteren Lehrsälen auch eine Turnhalle und diverse Nebenräume.
1989/90 wurde das Alte Schulhaus renoviert und teilweise umgebaut.

## Architektur
Das ursprüngliche Schulhaus ist zweigeschossig und 15 Meter lang sowie 11 Meter breit. Es trägt ein Satteldach und steht giebelständig zur Forstenrieder Allee. Der ebenfalls zweigeschossige Anbau überragt das ursprüngliche Schulhaus leicht. Er hat eine ungefähr quadratische Grundfläche von etwa 12 × 12 Metern und trägt ein Schopfwalmdach. Auf seiner Nordseite hat er einen kleinen zweigeschossigen Vorbau, in dem die Aborte untergebracht waren.